# Тхаркахов, Мухарбий Хаджиретович
Мухарбий Хаджеретович Тхаркахов (род. 14 марта 1956, а. Кошехабль, Кошехабльский район, Адыгейская АО, Краснодарский край, РСФСР, СССР) — советский партийный, хозяйственный и российский государственный деятель. Премьер-министр Республики Адыгея с февраля 1997 по декабрь 2001. Председатель Совета Республики Государственного Совета Адыгеи с марта 2001 по март 2006. Депутат I, III и V созывов Государственного совета Адыгеи. Кандидат экономических наук.

## Биография

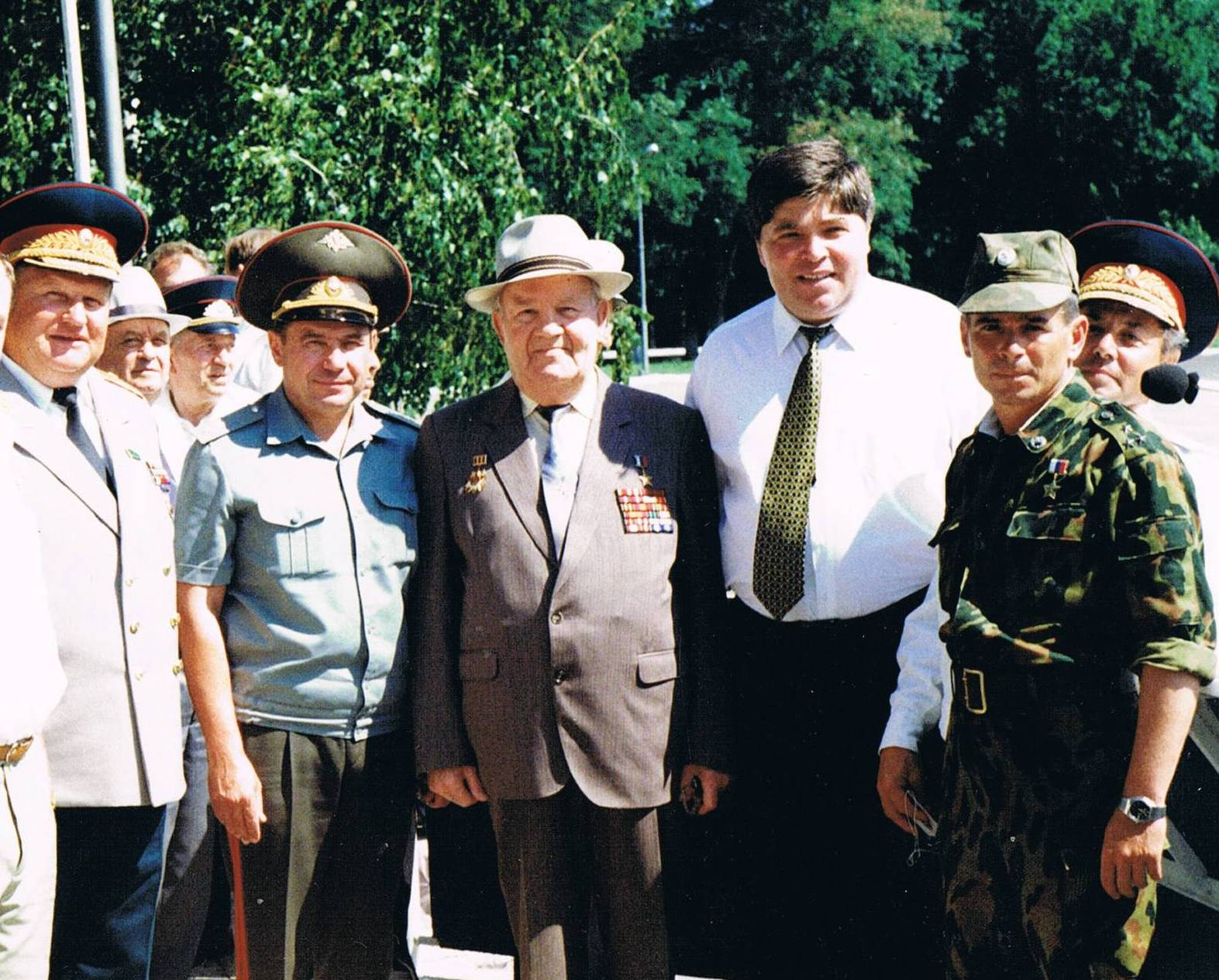
М. Тхаркахов с Героями России Дорофеевым А. В. и Козловым О. А. в 131-й омсбр

Родился 14 марта 1956 в ауле Кошехабль Кошехабльского района Адыгейской АО Краснодарского края. По национальности — адыг.
С 1973 по 1978 работал в колхозе им. Кирова Кошехабльского района, был заведующим молочнотоварной фермой, главным зоотехником.
В 1979 окончил Кабардино-Балкарский государственный университет по специальности «зоотехника», в 1987 окончил Ростовскую высшую партийную школу по специальности «преподаватель научного коммунизма», в 1995 окончил Кубанский государственный университет по специальности «правоведение». Кандидат экономических наук.
Избирался депутатом Кошехабльского районного Совета народных депутатов в 1990, парламента Республики Адыгея I, III и V созывов.
С 1984 по 1985 — инструктор орготдела, заведующий сельхозотделом Кошехабльского райкома КПСС.
С 1989 по 1992 — председатель Кошехабльского райисполкома.
С 1992 по февраль 1997 — глава администрации Кошехабльского района.
В конце февраля 1997 был утверждён на должность Премьер-министра Республики Адыгея. Кандидатура Тхаркахова была предложена президентом Адыгеи Асланом Джаримовым и поддержана 29 депутатами из 43 присутствовавших на сессии. Занимал должность Премьер-министра до декабря 2001.
4 марта 2001 избран депутатом законодательного органа Республики Адыгея — Государственного совета Адыгеи III созыва (от Кошехабльского одномандатного избирательного округа № 5), а затем Председателем Совета Республики Государственного совета Адыгеи.
После поражения на выборах главы республики действовавшего президента Аслана Джаримова и избрания президентом республики Хазрета Совмена, 13 января 2002 решением депутатов Тхаркахов был смещён с поста председателя Совета Республики Государственного совета Адыгеи, но оспорил в суде это решение и позднее, 20 апреля 2003 постановлением Совета Республики Государственного совета Адыгеи был восстановлен в должности Председателя Совета Республики Государственного совета Адыгеи.
12 марта 2006 на выборах депутатов Государственного совета Адыгеи не прошёл в парламент, проиграв Нурбию Самогову.
С 30 марта 2011 по 30 марта 2016 — депутат Государственного совета Адыгеи V созыва от Кошехабльского одномандатного избирательного округа № 5. Состоял членом комитета по аграрной политике, имущественным и земельным отношениям Государственного совета Адыгеи.
8 апреля 2013 подал документы для участия в качестве кандидата в выборах мэра Майкопа, участвовал в выборах, но проиграл.
Является профессором кафедры экономических и математических наук Кошехабльского филиала Адыгейского государственного университета.
Ведёт фермерское хозяйство. В 2020 году добился хороших показателей в овцеводстве в Кошехабльском районе.

## Семья
Женат. Дети — дочь и сын.
Брат Нальбий Тхаркахов — глава администрации Кошехабльского района Адыгеи.
Брат Амербий Тхаркахов — предприниматель.

## Награды
- Медаль ордена «За заслуги перед Отечеством» II степени
- Медаль «Слава Адыгеи»
- Знак «Отличник народного образования Российской Федерации»
- Почётный знак Государственного совета Адыгеи «Закон. Долг. Честь»
- Почётная грамота Государственного совета Адыгеи